# Valentina De Poli
Valentina De Poli (Milano, 2 settembre 1968) è una giornalista italiana.
È stata vice-direttrice del mensile Top Girl dal 1998 al 2001, quindi direttrice responsabile del mensile W.I.T.C.H. dal 2001 al 2007 e quindi direttrice responsabile di Topolino dal 2007 al 2018, subentrata a Claretta Muci e sostituita da Alex Bertani come direttore editoriale.

## Biografia
Dopo aver conseguito il diploma scientifico a Milano, frequentò il DAMS di Bologna. Il suo primo lavoro è stato l'istruttrice di nuoto.
Nel 1987 iniziò la collaborazione con la rivista Topolino; all'epoca la Mondadori cercava ragazzi o ragazze per rispondere alle lettere inviate alla rivista. Nel 1998 lasciò Topolino per passare a Gruner + Jahr, dove rimase per tre anni, inizialmente nel ruolo di caporedattore per poi diventare vice direttore. 
Tornò alla Disney nel 2001. rimase direttrice di W.I.T.C.H. fino al 1º aprile 2007, quando subentra a Claretta Muci alla direzione di Topolino, diventando la seconda donna a ricoprire tale carica. Nel 2013, ha gestito il passaggio di proprietà della testata e di altri periodici dalla Disney Italia a Panini Comics: il primo numero sotto la nuova gestione uscì il 2 ottobre dello stesso anno. Il 1º ottobre 2018 viene sostituita da Alex Bertani.
Dopo la cessazione della collaborazione con Topolino, ha intrapreso la carriera di podcaster con Storie libere.fm e con Andrea Ciraolo e Matteo Scandolin (in Organizzazione per Negati). Collabora con l'inserto TuttoLibri del quotidiano La Stampa.
Ha pubblicato per l'editore Il Saggiatore il saggio-memoir Un'educazione paperopolese.

## Opere
- Un'educazione paperopolese - Dizionario sentimentale della nostra infanzia, Il Saggiatore, 2022, ISBN 978-88-428-2938-6.

## Podcast
- Vita tra i paperi, storielibere.fm, 2019.
- Organizzazione per negati, con Andrea Ciraolo e Matteo Scandolin, 2021.
- Atlante Sonoro degli Archivi Italiani per Archivissima, 2020, 2021, 2022.
- INSIEMI, Storie da abitare, 2022, 2023.
- Sfacciate, il podcast di Woman Factor in collaborazione con Italfarmaco, 2023.